# Szepesi-Magura
A Szepesi-Magura (szlovákul: Spišská Magura, lengyelül: Magura Spiska) hegység az Északnyugati-Kárpátokban, a Tátrától északra, a szlovák–lengyel határon.
A Szepesi-Magura a Zsgyár-hágó (1081 m) által összefügg a Bélai-havasokkal, melytől azonban mind külső formájában, mind geológiai felépítésében lényegesen eltér. Nyugaton a Bialka völgye határolja, északon a Dunajec, a Lipniki és a Kamjonka patak völgye választja el a Pieninektől, délkeleten a Lublói-medence és a benne futó Poprád, délen a Béla völgye (Zsgyári-völgy) és a Zsgyár-hágó határolja.
Gerince észak felé nyílt ívet ír le, melynek hossza 35 km. Főbb csúcsai: Repiszkó (1267 m), Palenica (Magurka) (1193 m),  Szmrecsiny (1157,5 m) és Spitzenberg (Veterný vrch) (1101,2 m). E hegygerinctől északra, vele párhuzamosan egy második, nála alacsonyabb, több helyen patakoktól áttört gerinc húzódik.
A Szepesi-Magura nyugati részén eocén és oligocén homokkőből, keleti részén mezozoikus korú kőzetekből épült fel.
A hegységen keresztül vezet a szlovákiai úthálózat 542. számú, másodosztályú főútvonala (az egykori törvényhatósági út) Szepesbéláról (Spišská Belá) Szepesófalura (Spišská Stará Ves).